# Ryan Ludwick
Ryan Andrew Ludwick (* 13. Juli 1978, in Satellite Beach, Florida) ist seit dem 5. Juni 2002 ein professioneller US-amerikanischer Baseballspieler in der Major League Baseball. Seine Feldposition ist ausgerichtet auf den des Leftfielders (Links außen). Er spielt momentan für die Cincinnati Reds. Sein Bruder Eric Ludwick ist ein ehemaliger professioneller Pitcher der MLB. Er spielte vier Saisons, unter anderem für St. Louis, den Oakland Athletics, den Florida Marlins und den Toronto Blue Jays.

## Vereine
Ludwick spielte seit 2002 in folgenden Baseball-Clubs (Saisons):
- von 2002 bis 2003 bei den Texas Rangers (Trikot-Nummer 15)
- von 2003 bis 2005 bei den Cleveland Indians (Nummer 38)
- von 2007 bis 2010 bei den St. Louis Cardinals (Nummer 63 und 47)
- von 2010 bis 2011 bei den San Diego Padres (Nummer 47)
- 2011 bei den Pittsburgh Pirates (Nummer 36)
- seit 2012 bis dato bei den Cincinnati Reds (Nummer 48)

## Gehalt
Ryan Ludwicks Gehalt seit 2002 (inbegriffen 9 Millionen US-Dollar für die Saison 2015) beläuft sich bisher auf 38.458.200 USD.
Das Einkommen seines Bruders Eric, belief sich in denen vier Jahren seiner Profi-Karriere, von 1996 bis 1999, auf insgesamt 655.000 USD.